# Maceo (Kentucky)
Maceo es un lugar designado por el censo ubicado en el condado de Daviess en el estado estadounidense de Kentucky. En el Censo de 2010 tenía una población de 413 habitantes y una densidad poblacional de 107,16 personas por km².

## Geografía
Maceo se encuentra ubicado en las coordenadas 37°51′26″N 86°59′35″O / 37.85722, -86.99306. Según la Oficina del Censo de los Estados Unidos, Maceo tiene una superficie total de 3.85 km², de la cual 3.85 km² corresponden a tierra firme y (0.07%) 0 km² es agua.

## Demografía
Según el censo de 2010, había 413 personas residiendo en Maceo. La densidad de población era de 107,16 hab./km². De los 413 habitantes, Maceo estaba compuesto por el 97.82% blancos, el 0.73% eran afroamericanos, el 0.73% eran amerindios, el 0% eran asiáticos, el 0% eran isleños del Pacífico, el 0% eran de otras razas y el 0.73% pertenecían a dos o más razas. Del total de la población el 0.24% eran hispanos o latinos de cualquier raza.